# Macrosphenus kretschmeri
A Macrosphenus kretschmeri a verébalakúak (Passeriformes) rendjébe, ezen belül a Macrosphenidae családba és a Macrosphenus nembe tartozó faj.

## Rendszerezése
A fajt Anton Reichenow és Oscar Rudolph Neumann írták le 1895-ben, a Phyllostrephus nembe Phyllostrephus kretschmeri néven.

## Alfajai
- Macrosphenus kretschmeri kretschmeri (Reichenow & Neumann, 1895) – délközép-Kenya, északkelet- és kelet-Tanzánia;
- Macrosphenus kretschmeri griseiceps (Grote, 1911) – délkelet-Tanzánia, észak-Mozambik.

## Előfordulása
Afrika délkeleti részén, Kenya, Mozambik és Tanzánia területén honos. Természetes élőhelyei a szubtrópusi vagy trópusi síkvidéki és hegyi esőerdők. Állandó, nem vonuló faj.

## Megjelenése
Testhossza 15 centiméter.

## Életmódja
Rovarokkal táplálkozik.

## Természetvédelmi helyzete
Az elterjedési területe nagyon nagy, egyedszáma ugyan csökken, de még nem éri el a kritikus szintet. A Természetvédelmi Világszövetség Vörös listáján nem fenyegetett fajként szerepel.